# Feinkostladen Jelissejew (Moskau)

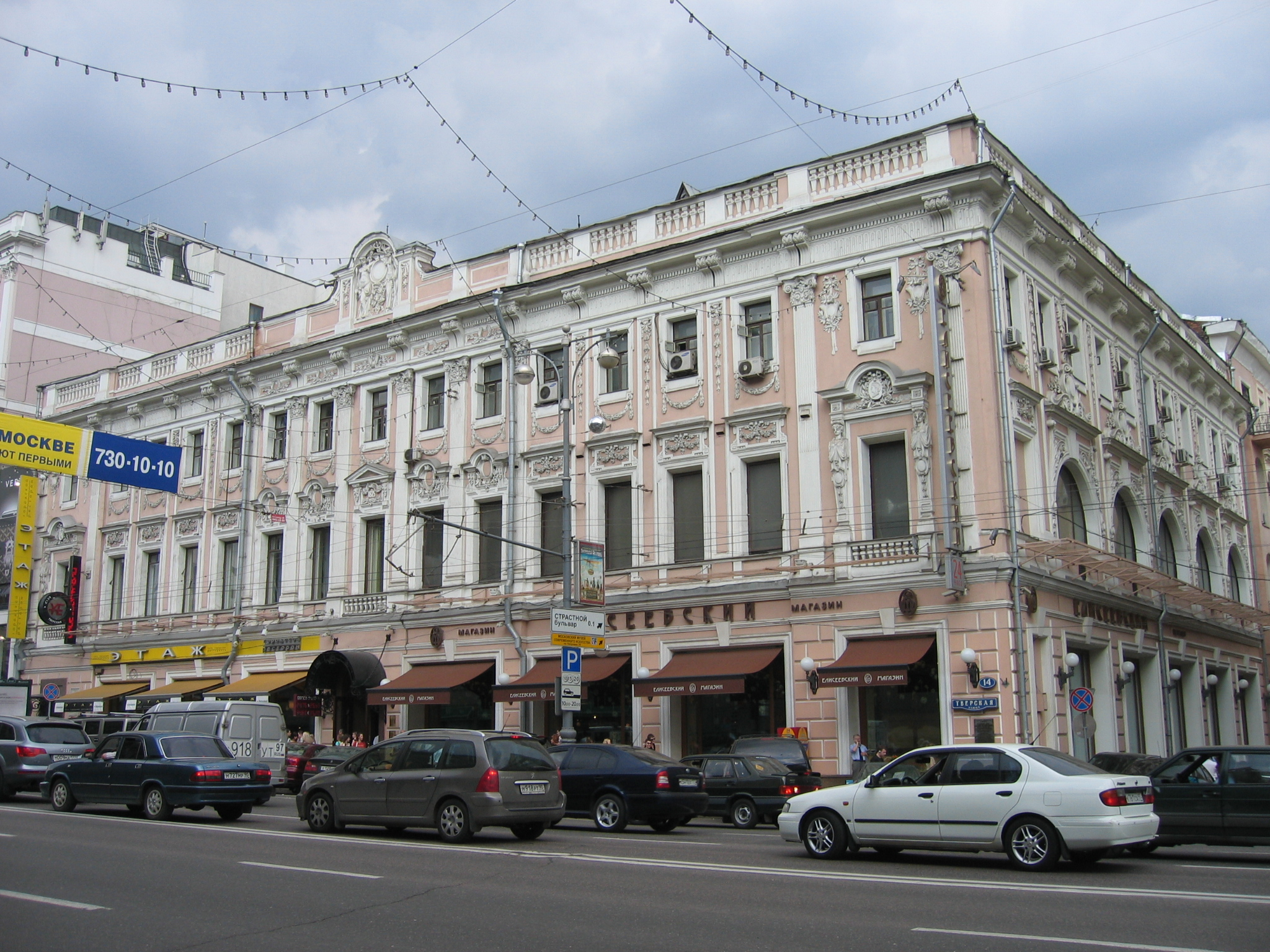
Feinkostladen Jelissejew von außen

Der Feinkostladen Jelissejew (russisch Елисеевский магазин) in Moskau gehörte von seiner Eröffnung im Jahre 1901 bis 1918, wie auch der gleichnamige Laden in Sankt Petersburg, zur renommierten Lebensmittel-Kette der Jelissejew-Brüder. Auch heute gehört er zu den edelsten Supermärkten der russischen Hauptstadt. Der Laden befindet sich im Moskauer Zentrum an der Twerskaja-Straße 14.

## Geschichte
Die beiden großen Jelissejew-Läden in Moskau und Petersburg entstanden erst Anfang des 20. Jahrhunderts. Jedoch existierten bereits Jahrzehnte früher mehrere kleinere Läden in den beiden Metropolen des Russischen Reichs, die von der Kaufmannsfamilie Jelissejew (russ.: Елисеев) betrieben wurden. Als Anfang des sogenannten „Jelissejew-Imperiums“ gilt die Eröffnung des ersten Ladens durch die Brüder Pjotr und Grigori Jelissejew – beide ehemalige Gärtner aus der Nähe von Rybinsk – im Jahre 1813 in der damaligen Hauptstadt Sankt Petersburg.
Dem Unternehmen, das seitdem offiziell Handelsgenossenschaft „Gebrüder Jelissejew“ hieß, gelang es bereits nach relativ kurzer Zeit durch Anschaffung und zeitnahen Vertrieb qualitativ hochwertiger Kolonialwaren unter anderem auf Madeira, in Indien und anderen südlichen Ländern, beträchtliche Verkaufserfolge zu erzielen. Bereits in den 1820er-Jahren verfügten die Jelissejew-Brüder über eigene Schiffe, mit denen sie diverse Südfrüchte, Weine, Tee und Kaffee nach Petersburg transportierten.

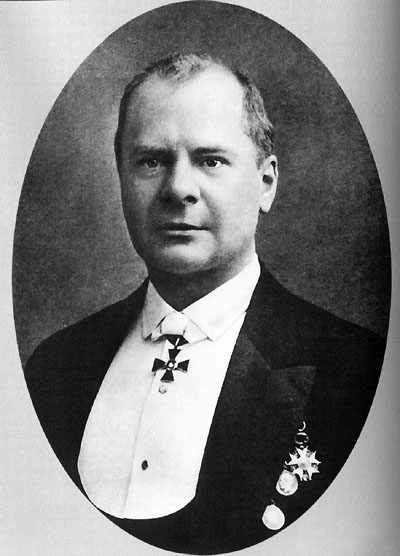
Grigori Grigorjewitsch Jelissejew (1865–1949)

Nach Pjotr Jelissejews Tod im Jahre 1825 übernahmen seine Witwe und seine drei Söhne das Geschäft, und seit Ende des 19. Jahrhunderts führte Pjotrs Enkel, Grigori Grigorjewitsch Jelissejew, das Imperium an. Gerade auf seine Initiative entstand wenig später die Kette aus drei großen Feinkostläden. Der erste der drei war der Laden in Moskau, zwei Jahre später wurde sein Petersburger Pendant auf dem Newski-Prospekt eröffnet, etwas später entstand ein ähnlicher Laden in Kiew.
Als Standort für den Moskauer Gourmettempel wurde die Twerskaja-Straße gewählt, die schon damals zu den nobelsten Adressen der Stadt zählte und an der sich auch die Residenz des Moskauer Generalgouverneurs befand. Ein aus dem späten 18. Jahrhundert stammendes, vom renommierten Architekten Matwei Kasakow für Jekaterina Kosizkaja umgebautes Herrenhaus mit einem großzügigen Innenhof, Twerskaja-Straße Nr. 14, wurde zu diesem Zweck von der Jelissejew-Firma erworben und aufwändig umgebaut, wobei die Details des Umbaus bis zum Eröffnungstag streng geheim gehalten wurden, was die Neugier der Moskowiter zusätzlich verstärkte. Die feierliche Eröffnung des Ladens erfolgte im Sommer 1901. Der neue Laden überraschte die Öffentlichkeit damals nicht nur mit einem beispiellosen Sortiment an Delikatessen aus der ganzen Welt, sondern auch mit seiner äußerst prunkvollen, barocken Innenausstattung. Die in allen drei Dimensionen sehr geräumige Hauptverkaufshalle des Ladens wurde an der Stelle des ehemaligen Innenhofs errichtet und erinnerte mit ihren imposanten Skulpturen, Säulen und Kronleuchtern fast an einen orientalischen Palast.

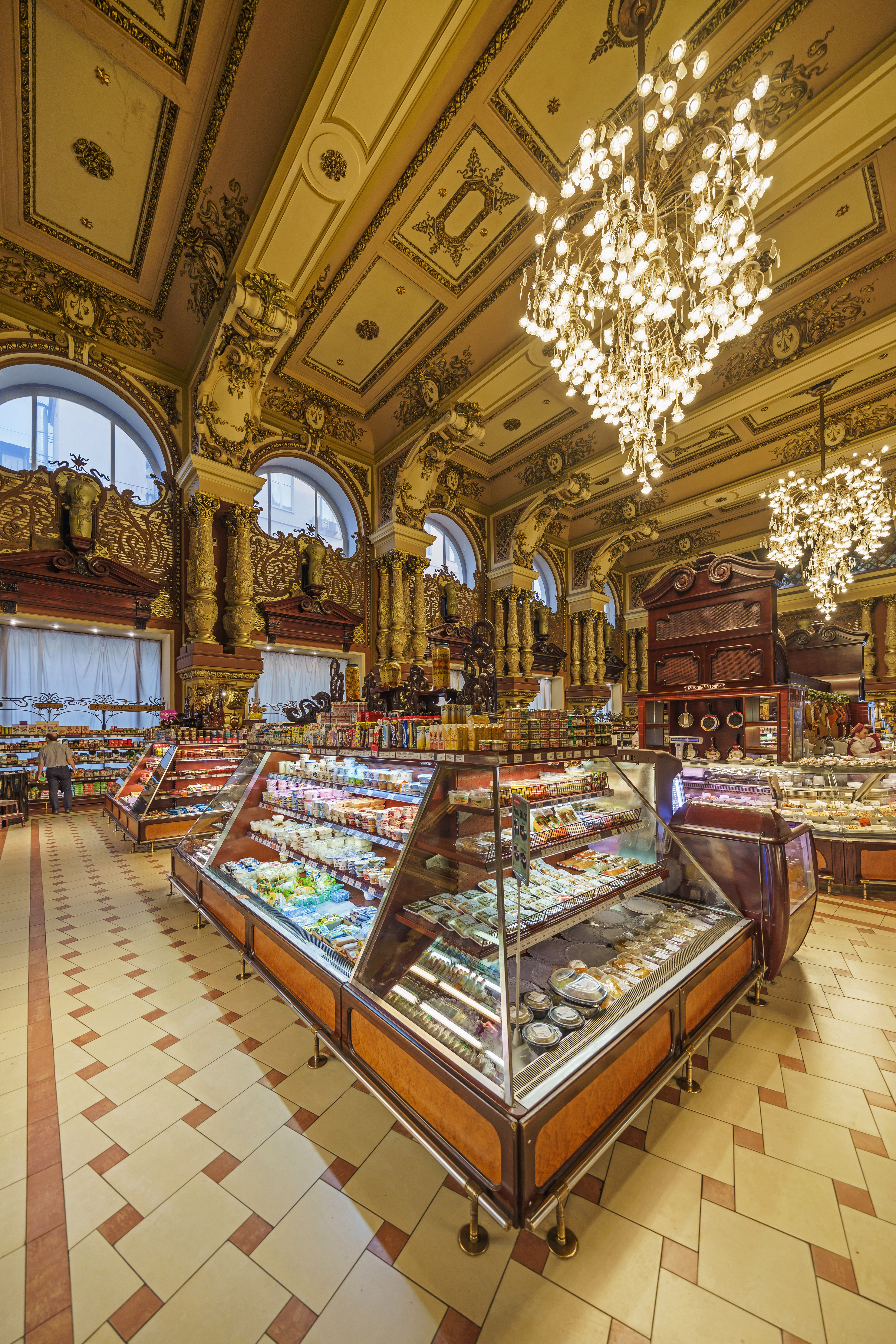
Feinkostladen Jelissejew von innen, 2018

Kurze Zeit nach der Oktoberrevolution 1917 wurde das gesamte Jelissejew-Imperium mit den drei Läden zwangsverstaatlicht. Der Inhaber, Grigori Grigorjewitsch Jelissejew, emigrierte nach Frankreich, wo er 1949 starb. Der Moskauer Jelissejew-Laden wurde offiziell in Gastronom Nr. 1 umbenannt, obwohl seine ursprüngliche Bezeichnung auch noch Jahrzehnte später weitaus geläufiger war. Auch das Sortiment der Jelissejew-Läden war während der Sowjetzeiten eher dürftig. An die Glanzzeiten Anfang des 20. Jahrhunderts erinnerte lediglich die unverändert prunkvolle Architektur. In die Schlagzeilen gelang der Laden im Jahre 1983, als sein damaliger Direktor Juri Sokolow wegen Korruption und Untreue in besonders großem Maßstab zum Tode verurteilt und kurze Zeit später durch Erschießung hingerichtet wurde.
Anfang der 2000er-Jahre wurde der mittlerweile in die Jahre gekommene Moskauer Jelissejew-Laden von der russischen Handelskette Alyje Parussa erworben und umfassend renoviert. Der rundum erneuerte Laden wurde Ende 2003 eröffnet und gehört seitdem wieder zu den edelsten Supermärkten Moskaus, in dem selbst alltägliche Lebensmittel in der Regel teurer sind als in den meisten anderen Einzelhandelsbetrieben.